# Aufidus insularis
Aufidus insularis är en insektsart som beskrevs av Victor Lallemand 1927. Aufidus insularis ingår i släktet Aufidus och familjen spottstritar. Inga underarter finns listade i Catalogue of Life.